# 間諜之妻
间谍之妻（日语：スパイの妻）是由黑澤清执导的2020年日本時代爱情電視電影。该片由蒼井優主演，高橋一生共演。该片的剧场版入选第77屆威尼斯影展主竞赛单元，并获得銀獅獎。故事背景是第二次世界大戰時期的日本。

## 演員表
- 福原聡子：蒼井優
- 福原優作：高橋一生
- 津森泰治：東出昌大
- 竹下文雄：坂東龍汰
- 駒子（福原家的女中（日语：女中））：恒松祐里
- 金村（福原家的執事）：みのすけ（日语：みのすけ）
- 草壁弘子：玄理（日语：玄理）
- 野崎医師：笹野高史（日语：笹野高史）
- 露店商：佐藤佐吉（日语：佐藤佐吉 (映画監督)）

## 放映
间谍之妻于2020年6月6日在日本的NHK BS4K和NHK BS8K首次播出。
2020年9月8日，在第77屆威尼斯影展上，間諜之妻的剧场版电影舉行全球首映。该片将于2020年10月16日由Bitters End在日本發行。该影片还被选为第51届印度国际电影节的闭幕影片。該片亦為2020年金馬國際影展及第45屆香港國際電影節參展影片。
《間諜之妻》於2021年3月12日在台灣上映、2021年5月20日在香港上映。

## 荣誉
- 最佳导演银狮奖[11]
- 第15届亞洲電影大獎[12]
  - 最佳电影
  - 最佳女主角
- 第94届电影旬报十佳奖[11]
  - 最佳日本影片
  - 最佳编剧奖
- 第33届日刊体育电影大奖·导演奖[13]